# Велика Верховська
Велика Верхо́вська (рос. Большая Верховская) — присілок у складі Даровського району Кіровської області, Росія. Входить до складу Лузянського сільського поселення.
Населення становить 43 особи (2010, 68 у 2002).
Національний склад станом на 2002 рік — росіяни 100 %.